# Аарон Еді
Ентоні Едвард Аарон Еді (англ. Anthony Edward Aaron Aedy; 19 грудня 1969, Бридлінгтон, Східний Йоркшир, Англія) — англійський гітарист, найбільш відомий як ритм-гітарист ґотик-метал/дум-метал гурту Paradise Lost. Він заснував гурт у 1988 році разом зі Стівеном Едмондсоном, Ґреґором Макінтошем та Ніком Голмсом. Окрім гри на ритм-гітарі, він іноді грає на акустичній гітарі на деяких альбомах, таких як Shades of God та Draconian Times.
Як і його колега по гурту Ґреґор Макінтош, він лівша, але завжди грав на праворуких гітарах , бо вони дешевші за ліворукі.
Він також зробив ремікс збірки німецького індастріал-метал-гурту Die Krupps під назвою The Final Remixes.